# Scotoleon intermedius
Scotoleon intermedius is een insect uit de familie van de mierenleeuwen (Myrmeleontidae), die tot de orde netvleugeligen (Neuroptera) behoort. 
Scotoleon intermedius is voor het eerst wetenschappelijk beschreven door Currie in 1903.